# ランク (アルバム)
『ランク』（Rank）は、イングランドのロック・バンド、ザ・スミスのライブ・アルバム。1986年に録音され、バンド解散後の1988年にリリースされた。

## 背景
1986年、バンドはアンディ・ルークを一時的に解雇し、クレイグ・ギャノンを後任のベーシストに起用するが、最終的にルークは復帰し、ギャノンもセカンド・ギタリストとしてバンドに残留した。そして、ギャノンを加えた編成で「パニック」、「アスク」といったシングル曲を録音した後、バンドはアルバム『ザ・クイーン・イズ・デッド』（1986年）リリースに伴うツアーを行い、本作には10月23日のキルバーン公演が収録された。しかし、同年12月12日のロンドン公演はギャノン不在で行われ、翌1987年1月にはギャノンの脱退が公表された。
「マリーは恋人/ラショーム・ラフィアンズ」は、エルヴィス・プレスリーのカヴァーとバンドのオリジナル曲のメドレーで、そもそも「ラショーム・ラフィアンズ」自体、「マリーは恋人」のジャムから発展して生まれた曲である。

## リリース
実際のコンサートでは21曲が演奏されたが、本作にはそのうち14曲が収録され、選曲はモリッシーにより行われた。なお、「BBC Transcription Services」が制作した非売品のアルバム『In Concert-399』（1987年）は、本作と同日のライブ音源を収録しており、本作に未収録の「ゼア・イズ・ア・ライト」、「フランクリー、ミスター・シャンクリー」、「ハウ・スーン・イズ・ナウ?」が含まれている一方、「マリーは恋人/ラショーム・ラフィアンズ」、「セメタリー・ゲイツ」、「スティル・イル」は外されている。
本作のジャケットには、テレビドラマ『電撃スパイ作戦』等で知られる女優アレクサンドラ・バステードの写真が使用された。

## 反響・評価
全英アルバムチャートでは7週トップ100入りして最高2位を記録し、バンドにとって7作目の全英トップ10アルバムとなった。日本のオリコンLPチャートでは5週トップ100入りし、ザ・スミスのアルバムとしては過去最高の30位を記録した。
Tim DiGravinaはオールミュージックにおいて5点満点中3.5点を付け「グラント・ショウビズのプロダクション及びエンジニアリングは、バンドの他のメンバーよりもモリッシーの歌声の音量を一貫して上げ過ぎているきらいもあるが、演奏は適度に仰々しく、ヒット曲がたっぷり詰まっており、そして魅惑的だ」と評している。また、ジム・ファーバーは1988年11月17日付の『ローリング・ストーン』誌のレビューで5点満点中3点を付け「収録された曲は、スタジオ・ヴァージョンよりも大幅にスピードが上がっており、より逞しくなっている」「このアルバムは、ザ・スミスが他の場所には残してこなかった一つの要素、すなわち彼らの憤怒を取り込んでいる」と評している。

## 収録曲
特記なき楽曲はモリッシーとジョニー・マーの共作。なお、コンサートのオープニングでは「ロメオとジュリエット」（作曲：セルゲイ・プロコフィエフ/演奏：フィラデルフィア管弦楽団）、エンディングでは「ユール・ネヴァー・ウォーク・アローン」（作詞・作曲：リチャード・ロジャース&オスカー・ハマースタイン2世/歌唱：シャーリー・バッシー）が流された。
1. ザ・クイーン・イズ・デッド "The Queen Is Dead" – 4:15
2. パニック "Panic" – 3:07
3. ヴィカー・イン・ア・テュテュ "Vicar in a Tutu" – 2:32
4. アスク "Ask" – 3:22
5. マリーは恋人（英語版）/ラショーム・ラフィアンズ "(Marie's the Name) His Latest Flame/Rusholme Ruffians" (Doc Pomus, Mort Shuman/Morrissey, Johnny Marr) – 3:55
6. 心に茨を持つ少年 "The Boy with the Thorn in His Side" – 3:48
7. ラバー・リング/ホワット・シー・セッド "Rubber Ring/What She Said" – 3:49
8. イズ・イット・リアリー・ソー・ストレンジ "Is It Really So Strange?" – 3:37
9. セメタリー・ゲイツ "Cemetry Gates" – 2:51
10. ロンドン "London" – 2:38
11. アイ・ノウ・イッツ・オーヴァー "I Know It's Over" – 7:46
12. ザ・ドレイズ・トレイン "The Draize Train" (J. Marr) – 4:27
13. スティル・イル "Still Ill" – 4:10
14. ビッグマウス・ストライクス・アゲイン "Bigmouth Strikes Again" – 5:54

## 参加ミュージシャン
- モリッシー - ボーカル
- ジョニー・マー - ギター
- クレイグ・ギャノン - アディショナル・ギター
- アンディ・ルーク - ベース
- マイク・ジョイス - ドラムス